# Styphlodromus
Styphlodromus is een geslacht van kevers uit de familie van de loopkevers (Carabidae). De wetenschappelijke naam van het geslacht is voor het eerst geldig gepubliceerd in 1959 door Basilewsky.

## Soorten
Het geslacht Styphlodromus is monotypisch en omvat slechts de volgende soort:
- Styphlodromus bicolor Basilewsky, 1959